# 上野山功一
上野山 功一（うえのやま こういち、1933年3月7日 - 2023年1月22日）は、日本の俳優。本名は、上野山 貢之介（こうのすけ）。
東京市中野区沼袋出身。日本大学藝術学部映画学科中退。グループ71、オールスタッフ、小市事務所を経て、ダテ企画所属。

## 来歴
父は日本画壇の鬼才と呼ばれた洋画家の上野山清貢。戦時中は福島県三春町に疎開する。
劇団手織座を経て、1958年に日活入社。その時に鈴木清順監督から「君はワルに向いている」と言われたことがきっかけで悪役俳優の道へ進む。1959年に映画『昼下がりの暴力』で正式デビュー。『刑事物語 知り過ぎた奴は殺す』『刑事物語 犯行七分前』（ともに1960年）の犯人として準主役を演じ、1965年に日活を離れるまで『流れ者』シリーズなどの日活暗黒街の常連悪役として定着。ニックネームは「ニヒルな殺し屋」。日活を退社後、大映に移り、『眠狂四郎』『女賭博師』シリーズなどに盛んに顔を出す。また、変名で西原儀一監督のピンク映画にも出演している。
大映倒産後の1970年代からは活躍の場を主にテレビに移し、極太のもみあげがトレードマークの悪役俳優として、刑事ドラマや時代劇、特撮などに出演。その濃厚なキャラクターで強烈な存在感を見せた。上野山について、『イナズマンF』で共演した伴大介は「普段は段取りの話をする程度だったが、現場での呼吸はピッタリだった」、『超神ビビューン』で共演した荒木しげるは「（上野山が）中心となって食事や遊びに行ったり、気遣いのおかげで仲良くやれた」 とそれぞれ述べている。
1989年、演劇集団「野の会」を結成。父・清貢を題材にした『流転』を三百人劇場で公演し、政治家の鳩山一郎を演じた。この頃より老人福祉としての大衆演劇を意識しはじめ、野の会で『将軍の桃園』『中野村の象物語』など中野の史実を題材にした大衆演劇を上演、老人の無料招待を行う。1995年と1999年には、老人のための大衆演劇用劇場建設を公約に中野区議会議員選挙にいずれも無所属で立候補するなど、中野を起点に全国各地に小劇場を作る夢を追い続けていた。また、JR中野駅南口で、パフォーマンススナック「カチンコ」を経営していた。
1999年に、妻の母親の世話のため福島県福島市に転居する。福島市内で居酒屋を経営する傍ら、OV作品にも出演して健在ぶりをアピールし、「福島のコーモンチャマ」として腹話術を使ったトークショーなどを行っている。
2023年1月22日、胃がんのため、福島市の介護施設で死去。89歳没。

## 人物
趣味は、植物育て。特技は、歌、殺陣。既婚でニ男あり。

## 出演

### 映画
- ジャズ娘誕生（1957年、日活） - 通行人
- 幕末太陽伝（1957年、日活） - 相模屋の客
- 昼下がりの暴力（1958年、日活） - 山本
- 影なき声（1958年、日活） - 清水助手
- 事件記者 深夜の目撃者（1959年、日活） - 司令室警官
- 事件記者 狙われた十代（1960年、日活） - 徹也
- コルトが背中を狙ってる（1960年、日活） - 野原健一
- 俺は流れ星（1960年、日活） - 醍醐
- ある恋の物語（1960年、日活） - ゲン
- 飢えた牙（1960年、日活） - 税関吏A
- 借りは返すぜ（1960年、日活） - 五郎
- 金語楼の俺は殺し屋だ!（1960年、日活） - ハヤブサの留吉
- 刑事物語 灰色の暴走（1960年、日活） - 黒川
- 刑事物語 知り過ぎた奴は殺す（1960年、日活） - 須田二郎
- 刑事物語 犯行七分前（1960年、日活） - 神風
- けものの眠り（1960年、日活） - 真木
- 今夜の恋に生きるんだ（1960年、日活） - 小山淳
- 情熱の花（1960年、日活） - 秋津省二
- 野郎! 地獄へ行け（1960年、日活） - 菊田
- 若い突風（1960年、日活） - 梶
- 静かな脱獄者（1960年、日活） - 土屋
- 素っ飛び小僧（1960年、日活） - 石岡
- 特捜班5号（1960年、日活） - 岡島
- 早射ち野郎（1961年、日活） - 小平
- 東京騎士隊 (1961年)
- 明日に向かって走れ!（1961年、日活） - 丈二
- 刑事物語 ジャズは狂っちゃいねえ（1961年、東宝） - 高木克彦
- 機動捜査班 秘密会員章（1961年、日活） - 大宮刑事
- 高原児（1961年、日活） - 三次
- 都会の空の非常線（1961年、日活） - 土屋
- 都会の魔窟（1961年、日活） - ジロウ
- 波止場気質（1961年、日活） - 健
- 兇悪の波止場（1961年、日活） - 嶋尾
- 大森林に向って立つ（1961年、日活） - 吉田健次
- 無鉄砲大将（1961年、日活） - トメ
- 無情の夢（1961年、日活） - 北川
- 野獣の門（1961年、日活） - 矢口
- さすらい（1962年、日活）
- 上を向いて歩こう（1962年、日活） - 歌手
- 夜霧のブルース（1962年、日活） - 健次（野上組）
- 青い街の狼（1962年、日活） - 松井
- 若い爪あと（1962年、日活） - 梶原
- 激流に生きる男（1962年、日活） - 前田の弟
- 機動捜査班 無法地帯（1962年、日活） - 高木刑事
- 機動捜査班 暴力（1962年、日活） - 久夫
- 姿なき追跡者（1962年、日活） - ジャックの鉄
- 何か面白いことないか（1963年、日活） - ジャーナリスト
- アリバイ（1963年、日活） - 下平
- 東京五輪音頭（1964年、日活） - 河野コーチ
- 執炎（1964年、日活） - 則義
- 俺たちの血が許さない（1964年、日活）
- 眠狂四郎炎情剣（1965年、大映） - 加倉井耀蔵
- 紅壺（1965年、センチュリー映画社） - 黒江編集長
- 続・兵隊やくざ（1965年、大映） - 八木曹長
- 大魔神怒る（1966年、大映） - 名越勝茂
- 野良犬（1966年、大映） - 松尾
- 三匹の女賭博師（1967年、大映） - 鏑木（マネージャー）
- ギャングの帝王（1967年、東映） - 林
- 兵隊やくざ 俺にまかせろ（1967年、大映） - 北沢軍曹
- 若親分千両肌（1967年、大映） - 早坂少佐
- 夜の罠（1967年、大映） - 野口警部補
- ある女子高校医の記録 初体験（1968年、大映） - 黒田
- ある女子高校医の記録 妊娠（1968年、大映） - 増永
- 女賭博師絶縁状（1968年、大映） - 酒巻健
- 女賭博師鉄火場破り（1968年、大映） - 佐々原玄
- 女賭博師乗り込む（1968年、大映） - 青木政次
- 女賭博師奥ノ院開帳（1968年、大映） - 平岡
- 女賭博師十番勝負（1968年、大映） - 大西
- 女賭博師さいころ化粧（1968年、大映） - 寺沢
- 女殺し屋 牝犬（1969年、大映）  - 山下勇次
- 東海道お化け道中（1969年、大映） - 五郎吉
- 秘録怪猫伝（1969年、大映） - 佐賀・鍋島藩主丹後守
- 女賭博師壷くらべ（1970年、大映） - 小倉弥三郎
- 秘録長崎おんな牢（1971年、大映） - 亥之
- 無宿人御子神の丈吉 牙は引き裂いた（1972年、東宝） - 半次
- 若い貴族たち 13階段のマキ（1975年、東映） - 梶木
- 子連れ殺人拳（1976年、東映） - 白井
- 青春 PARTII（1979年、ATG企画）
- 花街の母（1979年、東宝） - 工藤周一

### テレビドラマ
- 第7の男（1964年、CX）第9話「湖上にかける橋」- 殺し屋
- ザ・ガードマン（TBS / 大映テレビ室）
  - 第8話「第9レースを狙え」（1965年）
  - 第35話「姿なき眼」（1965年）
  - 第66話「沖縄へ直行せよ」（1966年）
  - 第83話「ダイヤモンド襲撃」（1966年）
  - 第98話「現金輸送車絶体絶命」（1967年）
  - 第131話「覆面ラリー車を奪え」（1967年）
  - 第150話「南海の死闘」（1968年）
  - 第164話「死の追跡」（1968年）
  - 第185話「命を張って賭場荒し」（1968年）
  - 第211話「ヘリコプター強盗団」（1969年）
  - 第234話「海底殺し屋」（1969年）
  - 第257話「空から来た殺人部隊」（1970年）
  - 第268話「荒野の殺人ラリー」（1970年）
  - 第302話「怪談・赤い糸で人を殺す幽霊」（1971年）
  - 第312話「女と男のズッコケ自動車レース」（1971年）
  - 第331話「ドッキリ喜劇・ヌード売ります!」（1971年）
  - 第348話「今晩ワ! 私は死のセールスマン」（1971年）
- 素浪人 月影兵庫 第1シリーズ 第17話「真赤な花が咲いていた」（1966年、NET / 東映） - 梶田四郎兵衛
- 特別機動捜査隊（NET / 東映)
  - 第238話「深夜の銃声」（1966年）
  - 第253話「白鳥の死」（1966年） - 土居課長
  - 第278話「陽の当らぬ男」（1967年）
  - 第345話「濁った大都会の天使」（1968年） - 田代
  - 第494話「娼婦の流れ唄」（1971年） - 橋場
  - 第749話「女ごころの謎」（1976年） - 久米
  - 第761話「明暗友情ブルース」（1976年） - 牛田社長
- 三匹の侍 第5シリーズ（CX）
  - 第6話「にがい汐」（1967年） - 総州の半次郎
  - 第25話「愛憎三猿」（1968年） - 清次
- 秘密指令883（1967-68年、大映テレビ室/フジテレビ）
  - 第11話「裁きは俺のハジキで」（1967年）
  - 第12話「初陽が海にもえるとき」（1968年）
- キイハンター（TBS / 東映）
  - 第35話「花嫁は殺人鬼」（1968年）
  - 第68話「殺されに来た黄金の男」（1969年） - 滝
  - 第78話「翼のない爆音大編隊」（1969年） - 山根
  - 第84話「殺人狂騒曲」 (1969年)
  - 第85話「おれの葬式100万＄」（1969年）
  - 第92話「今年もよろしく世界殺人協会」（1970年）
  - 第112話「サイコロGメン危機一髪」（1970年） - 北岡
  - 第115話「復讐は夜ニヤニヤ笑う」（1970年）
  - 第120話「宝石泥棒 裸で御免なさい」（1970年）
  - 第136話「殺人超特急西へ」（1970年）
  - 第141話「殺し屋大統領お手やらかに」（1970年）
  - 第153話「走れ! 爆弾自動車大追跡」（1971年）
  - 第168話「サイコロGメン 死んで貰います」（1971年） - 太田黒
  - 第169話「さよなら・美しい眼のない死体」（1971年）
  - 第175話「真夏の海底 黄金大作戦」（1971年） - 尾関
  - 第193話「情無用 現ナマに手を出すな!」（1971年） - 緒方
  - 第194話「殺人コンピューター貸します」（1971年） - 天野
- 大河ドラマ / 竜馬がゆく（1968年、NHK） - 宮田頼吉
- マイティジャック 第12話「大都会の恐怖」（1968年、CX / 円谷プロ） - 沢村（Qの工作員）
- 東京バイパス指令 第9話「危機一髪」（1969年、NTV / 東宝）
- 五番目の刑事（NET / 東映） 
  - 第1話「真昼のアスファルト」（1969年） - 半田
  - 第19話「夜霧よ、私にキスして」（1970年） - 中野
- フラワーアクション009ノ1 第8話「人魚の涙に罠がある」（1969年、CX / 東映） - ケニー村岡
- ゴールドアイ（1970年、NTV / 東映） 
  - 第4話「逃亡者の子守唄」 ※上野山功名義
  - 第22話「地下大金庫潜入」
- 江戸川乱歩シリーズ 明智小五郎 第8話「貴女は覗かれている」（1970年、12ch / 東映） - 北川
- プレイガール（12ch / 東映）
  - 第53話「勢揃い温泉芸者」（1970年） - 赤間大五郎
  - 第64話「女はギリギリで勝負する」（1970年） - 相島
  - 第76話「勇み肌きょうだい仁義」（1970年） - 吉田
  - 第88話「夕陽に消えた憎い奴」（1970年） - 黒川
  - 第93話「死んで肌身が咲くものか」（1971年） - 石井
  - 第106話「女殺しのテクニック」（1971年） - 松本
  - 第110話「怪談 女の髪が濡れるとき」（1971年） - 岩崎
  - 第129話「凄さ世界一の女」（1971年） - 島木
  - 第162話「おとこ泣かせ裸のヴィーナス」（1972年） - 楊
  - 第171話「勢揃いやわ肌仁義」（1972年） - 岩崎
  - 第185話「女は全裸で勝負する」（1972年） - 中江
  - 第199話「女は裸に命を賭ける」（1973年） - 貝塚
  - 第205話「吹雪に挑んだ流れ医者」（1973年） - 前田
  - 第213話「裸女は楽園へ帰れ」（1973年） - 垣内
  - 第225話「女子高校生・番長殺人事件」（1973年） - 楠本
  - 第232話「あゝ! もっと私を悪魔にして」（1973年） - 相沢
  - 第233話「夜ごとの肌に黒い罠!!」（1973年） - 緒形
  - 第253話「女は裸で腕くらべ」（1974年） - 野上謙介
- 清水次郎長 第16話「女涙は恋の追分」（1971年、CX / 東映、タケワキプロ） - 弥五郎
- 大忠臣蔵（1971年、NET / 三船プロ） - 密偵・与助
- ターゲットメン 第1話「殺人鬼をぶっ飛ばせ」（1971年、NET / 東映）
- 青空浪人 第8話「血風お玉ヶ池」（1971年、NTV / ユニオン映画） - 平手造酒
- 弥次喜多隠密道中 第24話「過去を持つ男」（1972年、NTV / 松竹） - 辰造
- おらんだ左近事件帖 第15話「その夜の男」（1972年、CX / 東宝） - 田坂彦造
- 変身忍者 嵐 第15話「血どくろ舟! ザリガニ鬼!!」（1972年、MBS / 東映） - 修験者（ザリガニ鬼）
- 遠山の金さん捕物帳（NET / 東映）
  - 第90話「涙を見せなかった女」（1972年） - 仲岡慎二郎
  - 第138話「天井天下に命を張った男」（1973年） 磯部一之進
- 荒野の素浪人 第1シリーズ（1972年、NET / 三船プロ）
  - 第12話「慕情 赤い谷の女」 - 穴山鉄斉
  - 第51話「叛乱 100挺のライフル銃」 - 大原助左衛門
- さすらいの狼 第5話「ふたりの竜」（1972年、NET / 東映）
- 世なおし奉行 第14話「黄金夜叉」（1972年、NET / 東映）
- 紫頭巾事件帖 第20話「じゃじゃ馬つむじ風」（1972年、12ch / 松竹） - 門馬帯刀
- 太陽にほえろ!（NTV / 東宝）
  - 第7話「きたない奴」（1972年） - 杉見（寺林組幹部）
  - 第29話「奪われたマイホーム」（1973年） - 葉村の側近
  - 第52話「13日金曜日マカロニ死す」（1973年） - 岩田勉
  - 第129話「今日も街に陽が昇る」（1975年） - 戸川組幹部
  - 第181話「壁」（1976年） - 松川幸治
  - 第241話「脅迫」（1977年） - 二見五郎
  - 第298話「われら七曲署」（1978年） - 井沢正
- 月曜スター劇場 / 冬物語（1972年 - 1973年、NTV）- 佐川秘書室長
- 地獄の辰捕物控 第4話「縁切寺で女が死んだ」（1972年、NET / 東映）- 利兵ヱ
- 大岡越前（TBS / C.A.L）
  - 第3部 第17話「天下一番の悪い奴」（1972年10月9日） - 又蔵
  - 第8部 第2話「幽霊駕籠の仇討ち」（1984年7月23日） - 朽木庄八
  - 第10部 第14話「闇夜に迫る辻斬りの恐怖」（1988年5月30日） - 市尾義三郎
  - 第11部 第7話「将軍様とふかし藷」（1990年6月4日） - 軍次
- 大江戸捜査網（12ch→TX / 日活 / 三船プロ）
  - 第81話「賭場荒らし」（1972年） - 政次
  - 第113話「裏切者の子守唄」（1973年） - 黒駒の用心棒
  - 第173話「悲恋 黒絵馬の女」（1975年） - 矢吹源八郎
  - 第206話「流転の女」（1975年） - 玄蕃
  - 第475話「花吹雪炎に舞う一番纒」（1981年） - 高柳仙之助
  - 第528話「易者は殺しの暗号」（1982年） - 松原平九郎
  - 第545話「魔の刻参上! 夜の勝負師」（1982年） - 黒木多聞
  - 第580話「絶唱 夜霧に消えた女郎花」（1983年） - 乾兵庫
- 緊急指令10-4・10-10 第13話「海獣半魚人の反逆」（1972年、NET / 円谷プロ） - 末次
- 新諸国物語 笛吹童子（1972年 - 1973年、TBS / 大映テレビ） - 火沼胴太
- 仮面ライダー 第92話「兇悪! にせ仮面ライダー!!」 - 第94話「ゲルショッカー首領の正体!!」（1972年 - 1973年、MBS / 東映） - 木暮精一郎（アンチショッカー同盟）
- ワイルド7 第15話「スパイダーから来た女」（1973年、NTV / 国際放映） - ジャガー
- 剣客商売 第1話「父と子と」（1973年、CX / 東宝） - 大首の仁助
- 非情のライセンス（ANB / 東映）
  - 第1シリーズ（1973年）
    - 第4話「兇悪のサファイア」 - 田丸
    - 第34話「兇悪の遊戯」 - 河津竜次

  - 第2シリーズ
    - 第28話「兇悪の生証人」（1975年） - 平林（城北会）
    - 第70話「兇悪の秘め事」（1976年） - 武村
- 旅人異三郎 第8話「いろは草紙が赤く染まった」（1973年、12ch / 三船プロ） - 源三
- 荒野の用心棒 第8話「銀山地獄に悪の華が散って…」（1973年、NET / 三船プロ） - 矢田主水
- 子連れ狼 第1部 第14話「御定書七十九条」（1973年、NTV / ユニオン映画） - 不破孫八
- 素浪人 天下太平（1973年、NET / 東映）
  - 第20話「からすなぜなく遠い空」 - 弥十郎
  - 第25話「大ボラ小ボラで日が暮れた」 - 十津川玄馬
- 必殺シリーズ（ABC / 松竹）
  - 必殺仕置人 第10話「ぬの地ぬす人ぬれば色」（1973年） - 板倉新八
  - 暗闇仕留人 第18話「世のためにて候」（1974年） - 弥七
  - 必殺必中仕事屋稼業 第22話「脅して勝負」（1975年） - 神尾仙三郎
  - 必殺仕置屋稼業 第17話「一筆啓上裏芸が見えた」（1975年） - 向坂右門
  - 必殺からくり人・血風編 第1話「魔窟に潜む紅い風」（1976年） - 諸岡歳三
  - 新・必殺仕置人 第22話「奸計無用」（1977年） - 黒井伝蔵
  - 必殺仕事人
    - 第44話「艶技 鬼面潰し」（1980年） - 原田大蔵
    - 第76話「詰め技 王手飛車駒落し」（1981年） - 駒木根監物

  - 新・必殺仕事人 第14話「主水悪い夢を見る」（1981年） - 井上主馬
  - 新・必殺仕舞人 第12話「けだもの狩りにはしげさ節」（1982年） - 勘兵衛
  - 必殺仕事人III 第22話「遊女に惚れられたのは勇次」（1983年） - 稲葉
  - 必殺渡し人 第5話「矢切りの渡しで渡します」（1983年） - まむしの三五郎
  - 必殺仕事人IV（1984年）
    - 第13話「お加代りつの殺しを頼まれる」 - 真垣半右衛門
    - 第32話「主水超能力山伏に部屋を貸す」 - 松井藤五郎

  - 必殺仕切人 第4話「もしも狼男が現れたら」（1984年） - 山根正和
  - 必殺仕事人V 第9話「主水、キン肉オトコに会う」（1985年） - 上林
  - 必殺橋掛人（1985年）
    - 第4話「小伝馬町の怪奇牢を探ります」 - 同心高梨
    - 第11話「板橋のウラ仕掛けを探ります」 - 喜兵衛

  - 必殺仕事人V・激闘編 第22話「せん、女ひとり旅する」（1986年） - 小田切千蔵
  - 必殺仕事人V・旋風編
    - 第4話「せん、りつ、カチンカチン体操をする」（1986年） - 黒岩忠継
    - 第10話「主水、ワープロをうつ」（1987年） - 金森左京

  - 必殺仕事人V・風雲竜虎編 第16話「白か黒か大商人誘拐騒動」（1987年） - 忠兵衛
  - 必殺仕事人・激突! 第5話「弁天小僧のかんざし」（1991年） - 油屋源右衛門
  - 必殺スペシャル・春 世にも不思議な大仕事 主水と秀 香港・マカオで大あばれ（1991年） - 呂栄佐久衛門
- ご存知遠山の金さん 第5話「鬼女の涙」（1973年、NET / 東映）
- いただき勘兵衛 旅を行く（NET / 東映） 
  - 第9話「医は仁術も仇だとさ」（1973年） - 上田重太夫
  - 第24話「日本晴れの朝だとさ」（1974年） - 青地玄蕃
- ぶらり信兵衛 道場破り 第15話「泣くな又平」（1974年、CX / 東映） - 虎谷
- 水滸伝 第15話「二人の魯達」、第16話「必殺の矢」（1974年、NTV / 国際放映） - 関史文
- 旗本退屈男 第19話「分捕り金三百万両」（1974年、NET / 東映）
- 江戸を斬る（TBS / C.A.L）
  - 江戸を斬る 梓右近隠密帳 第25話「反乱前夜」（1974年）
  - 江戸を斬るVII 第28話「過去を秘めた女」（1987年） - 塩田玄之助
- 銭形平次（CX / 東映）
  - 第412回「お父っあんの十手」（1974年） - 六造
  - 第495話「身代り鴉」（1975年） - 造酒之介
  - 第689話「大江戸十手祭り」（1979年）
  - 第716話「娘岡っ引きが通る 」（1980年） - 為吉
  - 第532話「頑張れ! 下っ引き 」（1983年） - 赤不動の仁兵ヱ
  - 第881話「裏切者は二度死ぬ 」（1984年）
- 幡随院長兵衛お待ちなせえ 第3話「刀に賭けた男意気」（1974年、NET / 東宝） - 川浪半次郎
- 右門捕物帖 第22話「くちなしの花」（1974年、NET / 東映） - 源蔵
- イナズマンF（1974年、NET / 東映） - 荒井誠（ICPO秘密捜査官）
- ダイヤモンド・アイ 第16話「秘術! 電光ワレアタマ」（1974年、NET / 東宝） - ゲルバ
- 白い牙 第21話「裸の値段」（1974年、NTV / 大映テレビ） - 鳥飼
- 傷だらけの天使 第2話「悪女にトラック一杯の幸せを」（1974年、NTV / 東宝） - 矢崎
- ご存じ金さん捕物帳 第6話「八百夜町を逃げる男」（1974年、NET / 東映）
- バーディー大作戦 （TBS / 東映）
  - 第34話「年忘れ新婚除夜の鐘」（1974年）
  - 第41話「全員! 覗き盗聴開始!」（1975年）
  - 第52話「豚の生体実験式」（1975年）
- おんな浮世絵・紅之介参る! 第16話「裏切られた刺客」（1975年、NTV / ユニオン映画）
- 運命峠 第16話「姫宮の最期」（1975年、KTV / 東映） - 望月蔵人
- Gメン'75 第2話「散歩する囚人護送車」（1975年、TBS / 東映） - 強盗団の男
- 鬼平犯科帳 第17話「むかしなじみ」（1975年、NET / 東映） - 雷神党何某
- 新宿警察 第5話「華麗なる用心棒」（1975年、CX / 東映） - 松永
- 痛快!河内山宗俊 第5話「親孝行なさけのかけ橋」（1975年、CX / 勝プロ）
- 秘密戦隊ゴレンジャー 第31話「黒い挑戦状! 怒れ五つの正義の星」（1975年、NET / 東映） - 黒十字軍のスパイ
- 燃える捜査網 第9話「愛と怒りの港」（1975年、NET / 東映） - 剣崎
- 遠山の金さん（NET / 東映）
  - 第1シリーズ
    - 第10話「仏の正体をあばけ!!」（1975年）
    - 第86話「逆恨み」（1977年）- 水戸浪人 早川忠助

  - 第2シリーズ 第26話「幸せにまっしぐら」（1979年）- 栄三
- 夜明けの刑事（1976年、TBS / 大映テレビ）
  - 第58話「女一人夜の恐怖!」
  - 第95話「フランケンシュタインの怒り」
- 大非常線 第8話「第三夫人の横顔」（1976年、NET / 東映） - 岸上
- 超神ビビューン（1976年 - 1977年、NET / 東映） - ダイマ博士
- 夫婦旅日記 さらば浪人 第8話「青葉の宿」（1976年、CX / 勝プロ） - 相沢又五郎
- 伝七捕物帳 101話「女ごころいたずら覚書」（1976年、NTV）- 太一
- 人魚亭異聞 無法街の素浪人 第7話「21発目の礼砲」（1976年、NET / 三船プロ） - 外崎達人
- 新・座頭市 第1シリーズ 第1話「情けの忘れ雛」（1976年、CX / 勝プロ）
- ザ・カゲスター 第8話「カメレオン男の変装大作戦!」（1976年、NET / 東映） - カメレオン男
- 新・二人の事件簿 暁に駆ける 第2話「香港から来た女」（1976年、NET / 大映テレビ） - 江藤
- 快傑ズバット 第1話「さすらいは爆破のあとで」（1977年、12ch / 東映） - ランカーク
- 華麗なる刑事 第7話「銃弾の男よ! 妹の声を聞け」（1977年、CX / 東宝） - 天童
- 明日の刑事 第9話「花嫁はなぜ自殺した?」（1977年、TBS / 大映テレビ）
- 大追跡 第8話「必死の追走」（1978年、NTV / 東宝） - 西山組幹部
- 江戸の激斗 第1話「壮絶! 遊撃隊」（1979年、CX / 東宝） - 寒川
- 水戸黄門（TBS / C.A.L）
  - 第10部 第13話「罠にはまった男 -水口-」（1979年11月5日） - 三田村源九郎
  - 第13部 第21話「身替り八兵衛お殿様 -唐津-」（1983年3月7日） - 倉沢善四郎
  - 第14部 第29話「悲願叶えた狸の仇討ち -信楽-」（1984年5月14日） - 横川時之進
  - 第15部 第39話「野望砕いた江戸城の対決 -江戸-」（1985年10月21日） - 望月甚八
  - 第16部 第1話～第3話、第6話～第7話、第9話（1986年） - 千丈坊
  - 第23部 第23話「命の恩人は大嘘つき -下関-」（1995年1月16日） - 牛神の滝蔵
  - 第24部
    - 第15話「仇を探す飴売り娘 -熊本-」（1995年12月25日） - 薮内玄蕃
    - 第28話「悪を砕いた世直し剣 -長岡-」（1996年4月8日） - 馬渡典膳
    - 第37話「陰謀砕いた江戸の空 -江戸-」（1996年6月10日） - 蛭間源十郎

  - 第25部 第20話「愛を探した忍びの女 -大田-」（1997年5月12日） - 橘谷仙十郎
- 江戸の牙 第21話「生か死!? 暁の脱出作戦」（1980年、ANB / 三船プロ） - 浦辺
- 大捜査線 第12話「路上の結婚式」（1980年、CX / ユニオン映画）
- 旅がらす事件帖 第18話「海に血を呼ぶ母子星」（1981年、KTV / 国際放映） - 酒匂の藤兵衛
- 新五捕物帳 第143話「裁かれた罪の花」（1981年、NTV / ユニオン映画） - 弥八
- ザ・ハングマン 第16話「ドーベルマンを飼う悪女」（1981年、ABC / 松竹） - バーのマスター
- 同心暁蘭之介 第9話「闇に哀しみの花が散った」（1981年、CX / 杉友プロ）
- 暴れん坊将軍（ANB / 東映）
  - 吉宗評判記 暴れん坊将軍 第204話「夜の風花 別れ花」（1982年）- 天海
  - 暴れん坊将軍II
    - 第51話「走れ! 盗っ人父子の千両旅」（1984年） - 望月十蔵
    - 第114話「花の吉原 人質新さん!」（1985年） - 柴崎重四郎
    - 第162話「にわか侍、破廉恥武士道!」（1986年） - 黒木紋十郎

  - 暴れん坊将軍VII 第18話「いなせ新さん、世直し道中」（1997年） - 鷲尾軍太夫
- 源九郎旅日記 葵の暴れん坊（1982年、ANB / 東映）
  - 第6話「駿府茶どころ父子みち」 - 古田
  - 第26話「月に帰った三度笠」 - 勝次
- 松平右近事件帳 （NTV / ユニオン映画）
  - 第22話「日本橋の団十郎」（1982年）- 神保主馬
  - 第40話「父娘を結ぶ青梅宿」（1983年）- 岡部帯刀
- 新・松平右近 第11話「命百両闇の助け舟」（1983年）- 政五郎
- 長七郎江戸日記(NTV/ユニオン映画)
  - 第1シリーズ
    - 第6話「風流敵討ち狂言」（1983年）- 長橋外記
    - 第30話「剣客有情」（1984年）-　矢部帯刀
    - 第38話「風魔一族の陰謀」（1984年）- 風魔小弥太
    - 第52話「幻の母を見た」（1985年）-　島崎多門
    - 第102話「片思い」（1986年）-　鬼塚刑部

  - 第2シリーズ 
    - 第20話「夢いくたび・母の暦」（1988年）- 大倉外記
    - 第37話「泣くな! 妹よ」（1989年）-　後藤主膳
    - 第61話「長寿のご利益」（1989年）-　梶山主膳
- 遠山の金さん（ANB / 東映） ※高橋英樹版
  - 第107話「浴槽の死美人・怨みの琴をひく女!」（1984年） - 富永内膳正
  - 第142話「新・女賞金稼ぎ! 緋ぼたんお京」（1985年）
- 心はロンリー気持ちは「…」III（1986年、CX）
- 特捜最前線 第476話「慕情・神代課長を狙撃させた女!」（1986年、ANB / 東映）  - 大庭一義（大庭組組長）
- 名奉行 遠山の金さん（ANB / 東映）
  - 第1シリーズ 第18話「二つの顔の仕事人」（1988年） - 小野寺市右衛門
  - 第2シリーズ 第3話「風呂屋の亭主が謎の連続心中」（1989年） - 三次
  - 第7シリーズ 第12話「消えた五千両! 棺桶を作る女」（1995年） - 玄庵
- 三匹が斬る!（ANB / 東映）第11話「大逆転、絹街道の美女と悪い奴」（1988年）- 五十嵐
- 特警ウインスペクター 第18話「超能力! 孝行少女」（1990年、ANB / 東映） - 江藤五郎
- あばれ八州御用旅 第13話「白頭巾危機一髪!」（1990年、TX / ユニオン映画） - 島崎喜兵
- あばれ医者嵐山 第12話「最期の土俵入り」（1995年、TX / ユニオン映画） - 秋田屋重蔵

### Vシネマ
- 修羅のみちシリーズ（ナック） - 関西山王組・高知・尾崎組組長 尾崎洋介
  - 修羅のみち11 四国最終戦争（2004年）
  - 修羅のみち12 完結篇（2004年）

### 舞台
- 幕末太陽伝 居残り佐平次（1966年、明治座公演） - 井上馨
- 流転（1989年、野の会公演） - 鳩山一郎
- デージーが咲く街-新宿物語（2007年、東京ギンガ堂公演）

### 吹き替え
- 殺しの免許証（マスターマン〈ピーター・ブル〉）
- 野獣狩り カウボーイ・スタイル（ジム〈ヒュー・オブライエン〉）

### ラジオ
- 上野山功一の今夜も一生懸命（ラジオ日本）

## 音楽
上野山功一とクール・バロッツ
- ホステス唱歌（1968年）

上野山功一とブラック・ジャック
- バカは死ななきゃなおらない（1970年）

上野山功一とザ・ハーレム
- 夢のつづき（1984年）
- 夜の虫（1985年）